# Коневе
Ко́неве —  село в Україні, у Компаніївській селищній громаді Кропивницького райоу Кіровоградської області. Населення становить 28 осіб. До 2020 орган місцевого самоврядування — Червонослобідська сільська рада.

## Населення
Згідно з переписом УРСР 1989 року чисельність наявного населення села становила 32 особи, з яких 13 чоловіків та 19 жінок.
За переписом населення України 2001 року в селі мешкало 29 осіб.

### Мова
Розподіл населення за рідною мовою за даними перепису 2001 року:
| Мова       | Відсоток |
| ---------- | -------- |
| українська | 96,43 %  |
| молдовська | 3,57 %   |